# Enoplognatha orientalis
Enoplognatha orientalis är en spindelart som beskrevs av Schenkel 1963. Enoplognatha orientalis ingår i släktet Enoplognatha och familjen klotspindlar. Inga underarter finns listade i Catalogue of Life.